# BetVictor European Series
La BetVictor European Series è una serie di nove tornei professionistici di snooker sponsorizzati dall'azienda di scommesse sportive BetVictor, che si disputano dalla stagione 2019-2020, in Europa.

## Storia
Il 26 settembre 2019 il World Snooker Tour annuncia l'arrivo nel calendario professionistico della BetVictor European Series, la quale copre lo European Masters, il German Masters, lo Shoot-Out e il Gibraltar Open, a partire dalla stagione 2019-2020.
Nella stagione 2020-2021 viene aggiunta la Championship League e il Welsh Open (quest'ultimo facente già parte della Home Nations Series).
Nella stagione 2021-2022 la BetVictor European Series viene accorpata alla Home Nations Series, dopo aver già coperto il Welsh Open nella precedente annata. Viene soppressa, invece, la Championship League.

## Formula
Durante la stagione viene creata una classifica unica per questi tornei; chi riesce ad accumulare più soldi ricevere in premio un bonus di £150000.

## Albo d'oro
| Edizione  | Vincitore    | Guadagni | Bonus   | Totale  | Note  |
| --------- | ------------ | -------- | ------- | ------- | ----- |
| 2020      | Judd Trump   | £130000  | £150000 | £280000 | [ 5 ] |
| 2020-2021 | Judd Trump   | £144500  | £150000 | £294500 | [ 6 ] |
| 2021-2022 | John Higgins | £101000  | £150000 | £251000 | [ 7 ] |

| Stagione  | European Masters                   | German Masters                | Shoot-Out                                 | Gibraltar Open                  | Championship League            | Welsh Open                         | Northern Ireland Open        | English Open                    | Scottish Open                    | Note                                                    |
| --------- | ---------------------------------- | ----------------------------- | ----------------------------------------- | ------------------------------- | ------------------------------ | ---------------------------------- | ---------------------------- | ------------------------------- | -------------------------------- | ------------------------------------------------------- |
| 2019-2020 | Neil Robertson 9-0 Zhou Yuelong    | Judd Trump 9-6 Neil Robertson | Michael Holt 64-1 Zhou Yuelong            | Judd Trump 4-3 Kyren Wilson     | Non valido per la serie        | Non valido per la serie            | Non valido per la serie      | Non valido per la serie         | Non valido per la serie          | [ 5 ] [ 9 ] [ 10 ] [ 11 ]                               |
| 2020-2021 | Mark Selby 9-8 Martin Gould        | Judd Trump 9-2 Jack Lisowski  | Ryan Day 67-24 Mark Selby                 | Judd Trump 4-0 Jack Lisowski    | Kyren Wilson 3-1 Judd Trump    | Jordan Brown 9-8 Ronnie O'Sullivan | Non valido per la serie      | Non valido per la serie         | Non valido per la serie          | [ 12 ] [ 13 ] [ 14 ] [ 15 ] [ 16 ] [ 17 ]               |
| 2021-2022 | Fan Zhengyi 10-9 Ronnie O'Sullivan | Zhao Xintong 9-0 Yan Bingtao  | Hossein Vafaei 71-0 Mark Williams         | Robert Milkins 4-2 Kyren Wilson | Non valido per la serie        | Joe Perry 9-5 Judd Trump           | Mark Allen 9-8 John Higgins  | Neil Robertson 9-8 John Higgins | Luca Brecel 9-5 John Higgins     | [ 18 ] [ 19 ] [ 20 ] [ 21 ] [ 22 ] [ 23 ] [ 24 ] [ 25 ] |
| 2022-2023 | Kyren Wilson 9-3 Barry Hawkins     | Ali Carter 10-3 Tom Ford      | Chris Wakelin 1–0 (119–0) Julien Leclercq | Non valido per la serie         | Luca Brecel 3-1 Lu Ning        | Robert Milkins 9-7 Shaun Murphy    | Mark Allen 9-4 Zhou Yuelong  | Mark Selby 9-6 Luca Brecel      | Gary Wilson 9-2 Joe O'Connor     |                                                         |
| 2023-2024 | Barry Hawkins 9-6 Judd Trump       | Judd Trump 10-5 Si Jiahui     | Mark Allen 1–0 (65–4) Cao Yupeng          | Non valido per la serie         | Shaun Murphy 3-0 Mark Williams | Gary Wilson 9-4 Martin O'Donnell   | Judd Trump 9-3 Chris Wakelin | Judd Trump 9-7 Zhang Anda       | Gary Wilson 9-5 Noppon Saengkham |                                                         |

## Statistiche

### Finalisti
| Giocatore         | Finali vinte | Finali perse | Totale |
| ----------------- | ------------ | ------------ | ------ |
| Judd Trump        | 4            | 2            | 6      |
| Neil Robertson    | 2            | 1            | 3      |
| Kyren Wilson      | 1            | 2            | 3      |
| John Higgins      | 0            | 3            | 3      |
| Mark Selby        | 1            | 1            | 2      |
| Zhou Yuelong      | 0            | 2            | 2      |
| Jack Lisowski     | 0            | 2            | 2      |
| Ronnie O'Sullivan | 0            | 2            | 2      |
| Michael Holt      | 1            | 0            | 1      |
| Ryan Day          | 1            | 0            | 1      |
| Jordan Brown      | 1            | 0            | 1      |
| Mark Allen        | 1            | 0            | 1      |
| Luca Brecel       | 1            | 0            | 1      |
| Hossein Vafaei    | 1            | 0            | 1      |
| Zhao Xintong      | 1            | 0            | 1      |
| Fan Zhengyi       | 1            | 0            | 1      |
| Joe Perry         | 1            | 0            | 1      |
| Robert Milkins    | 1            | 0            | 1      |
| Martin Gould      | 0            | 1            | 1      |
| Mark Williams     | 0            | 1            | 1      |
| Yan Bingtao       | 0            | 1            | 1      |

### Finalisti per nazione
| Nazione          | Finali vinte | Finali perse | Totale |
| ---------------- | ------------ | ------------ | ------ |
| Inghilterra      | 9            | 10           | 19     |
| Cina             | 2            | 3            | 5      |
| Australia        | 2            | 1            | 3      |
| Scozia           | 0            | 3            | 3      |
| Irlanda del Nord | 2            | 0            | 2      |
| Galles           | 1            | 1            | 2      |
| Belgio           | 1            | 0            | 1      |
| Iran             | 1            | 0            | 1      |